# Ferdinando Colonna di Stigliano, II principe di Sonnino
Ferdinando Colonna di Stigliano, II principe di Sonnino (Napoli, 21 settembre 1695 – Napoli, 24 febbraio 1775), è stato un nobile italiano.

## Biografia
Figlio terzogenito di Giuliano Colonna di Stigliano e di sua moglie Giovanna van den Eynde, Ferdinando nacque a Napoli nel 1695.
La sua condizione di ultrogenito gli rese lontana la possibilità di successione, ma con l'entrata di suo fratello maggiore Girolamo nell'ordine di Malta nel 1714 e la morte del primogenito Filippo nel 1715, Ferdinando si trovò improvvisamente nella posizione di erede principale del patrimonio e dei titoli di suo padre. 
Il principe Filippo, nel 1716, acquistò per suo figlio il principato di Aliano coi titoli di marchese di Castelnuovo, signore di Alianello, Sant'Arcangelo, Roccanova e Melito nel 1716. Alla morte del padre nel 1732, Ferdinando gli succedette al titolo primigenio di principe di Sonnino e si pose al servizio della corona spagnola a Napoli, ottenendo nel 1764 ottenne la conferma anche al grandato di Spagna.
Nominato Gentiluomo di Camera del re di Napoli nel 1734, venne incluso nel novero dei cavalieri dell'Insigne e reale ordine di San Gennaro nel 1738 ed infine nominato Cavallerizzo Maggiore del re di Napoli in quello stesso anno.
Morì a Napoli il 24 febbraio 1775.

## Matrimonio e figli
Il 9 giugno 1723 si sposò a Napoli con Luisa Caracciolo (1701 - 1766), figlia di Carmine Niccolò Caracciolo, V principe di Santobuono e di sua moglie, Giovanna Costanza Ruffo di Bagnara. La coppia ebbe i seguenti figli:
- Marcantonio Colonna di Stigliano, III principe di Sonnino,[1] sposò la principessa Giulia d'Avalos d'Aquino d'Aragona
- Giuliano[1] (m. 1765), membro della Guardia del Corpo del re di Napoli
- Felice[1] (m. prima del 1766)
- Niccolò[1] (1730 - 1796), vicelegato a Ferrara, chierico della Camera Apostolica, arcivescovo titolare di Sebaste, nunzio in Spagna e poi cardinale e legato in Romagna
- Lorenzo Filippo[1] (1743 - 1802), cavaliere dell'Ordine di Malta e di Calatrava, maresciallo di campo dell'esercito napoletano, brigadiere generale
- Margherita, monaca “suor Teresa del Gesù” nel monastero di San Gaudioso[1]
- Costanza, monaca “suor Teresa Margherita di San Giuseppe” nel monastero di Santa Teresa a Pontecorvo.[1]

## Albero genealogico
|                                                         |                   |                                            | Genitori                                            |  |  | Nonni |  |  | Bisnonni                                                  |  |  | Trisnonni                                            |  |
|                                                         |                   |                                            |                                                     |  |  |       |  |  | Marcantonio V Colonna di Paliano, VII principe di Paliano |  |  | Filippo I Colonna di Paliano, VI principe di Paliano |  |
|                                                         |                   |                                            |                                                     |  |  |       |  |  | Marcantonio V Colonna di Paliano, VII principe di Paliano |  |  | Filippo I Colonna di Paliano, VI principe di Paliano |  |
|                                                         |                   | Lucrezia Tomacelli                         |                                                     |  |  |       |  |  | Marcantonio V Colonna di Paliano, VII principe di Paliano |  |  |                                                      |  |
| Filippo Colonna, signore di Sonnino                     |                   |                                            |                                                     |  |  |       |  |  | Marcantonio V Colonna di Paliano, VII principe di Paliano |  |  |                                                      |  |
|                                                         |                   | Isabella Gioeni                            | Lorenzo Gioeni, II principe di Castiglione          |  |  |       |  |  |                                                           |  |  |                                                      |  |
|                                                         |                   | Isabella Gioeni                            | Lorenzo Gioeni, II principe di Castiglione          |  |  |       |  |  |                                                           |  |  |                                                      |  |
|                                                         |                   | Isabella Gioeni                            | Antonia Avarna, baronessa di Santa Caterina         |  |  |       |  |  |                                                           |  |  |                                                      |  |
| Giuliano Colonna di Stigliano, I principe di Sonnino    |                   | Isabella Gioeni                            |                                                     |  |  |       |  |  |                                                           |  |  |                                                      |  |
|                                                         |                   | Giuliano III Cesarini, principe di Genzano | Giovanni Giorgio II Cesarini, II duca di Civitanova |  |  |       |  |  |                                                           |  |  |                                                      |  |
|                                                         |                   | Giuliano III Cesarini, principe di Genzano | Giovanni Giorgio II Cesarini, II duca di Civitanova |  |  |       |  |  |                                                           |  |  |                                                      |  |
|                                                         |                   | Giuliano III Cesarini, principe di Genzano | Cornelia Caetani                                    |  |  |       |  |  |                                                           |  |  |                                                      |  |
| Clelia Cesarini                                         |                   | Giuliano III Cesarini, principe di Genzano |                                                     |  |  |       |  |  |                                                           |  |  |                                                      |  |
|                                                         |                   | Margherita Savelli di Venafro              | Bernardino Savelli, II principe di Albano           |  |  |       |  |  |                                                           |  |  |                                                      |  |
|                                                         |                   | Margherita Savelli di Venafro              | Bernardino Savelli, II principe di Albano           |  |  |       |  |  |                                                           |  |  |                                                      |  |
|                                                         |                   | Margherita Savelli di Venafro              | Maria Felice Peretti Damasceni                      |  |  |       |  |  |                                                           |  |  |                                                      |  |
| Ferdinando Colonna di Stigliano, II principe di Sonnino |                   | Margherita Savelli di Venafro              |                                                     |  |  |       |  |  |                                                           |  |  |                                                      |  |
|                                                         | Jan van den Eynde | …                                          |                                                     |  |  |       |  |  |                                                           |  |  |                                                      |  |
|                                                         | Jan van den Eynde | …                                          |                                                     |  |  |       |  |  |                                                           |  |  |                                                      |  |
|                                                         | Jan van den Eynde | …                                          |                                                     |  |  |       |  |  |                                                           |  |  |                                                      |  |
| Ferdinando van den Eynde, marchese di Castelnuovo       | Jan van den Eynde |                                            |                                                     |  |  |       |  |  |                                                           |  |  |                                                      |  |
|                                                         |                   | …                                          | …                                                   |  |  |       |  |  |                                                           |  |  |                                                      |  |
|                                                         |                   | …                                          | …                                                   |  |  |       |  |  |                                                           |  |  |                                                      |  |
|                                                         |                   | …                                          | …                                                   |  |  |       |  |  |                                                           |  |  |                                                      |  |
| Giovanna van den Eynde                                  |                   | …                                          |                                                     |  |  |       |  |  |                                                           |  |  |                                                      |  |
|                                                         |                   | Girolamo Piccolomini                       | Alessandro Piccolomini                              |  |  |       |  |  |                                                           |  |  |                                                      |  |
|                                                         |                   | Girolamo Piccolomini                       | Alessandro Piccolomini                              |  |  |       |  |  |                                                           |  |  |                                                      |  |
|                                                         |                   | Girolamo Piccolomini                       | Lucrezia Ugurgieri                                  |  |  |       |  |  |                                                           |  |  |                                                      |  |
| Olinda Piccolomini                                      |                   | Girolamo Piccolomini                       |                                                     |  |  |       |  |  |                                                           |  |  |                                                      |  |
|                                                         |                   | Virginia di Ciaia                          | …                                                   |  |  |       |  |  |                                                           |  |  |                                                      |  |
|                                                         |                   | Virginia di Ciaia                          | …                                                   |  |  |       |  |  |                                                           |  |  |                                                      |  |
|                                                         |                   | Virginia di Ciaia                          | …                                                   |  |  |       |  |  |                                                           |  |  |                                                      |  |
|                                                         |                   | Virginia di Ciaia                          |                                                     |  |  |       |  |  |                                                           |  |  |                                                      |  |